# Йотапіан
Марк Фульвій (Руф) Йотапіан (лат. Marcus Fulvius Rufus Iotapianus) — римський узурпатор, що претендував на посаду імператора у 249 році за правління Філіппа Араба. Йотапіан підняв повстання у східних провінціях Римської імперії, але невдовзі був убитий своїми солдатами. Про Йотапіана відомо завдяки повідомленням Аврелія Віктора та Зосима, а також його рідкісним монетам.

## Походження
Ім'я «Йотапіан» за версією багатьох істориків походить від імені цариць Коммагени — Йотапи I і Йотапи II. Таким чином, через царський рід Коммагени і, отже, через спорідненість з Антіохом I, узурпатор, можливо, претендував на зв'язок з Олександром Македонським.
Царі Коммагени, головним чином Антіох I, відомий своїм будівництвом на Немруд-Дазі, претендував на спорідненість з Олександром Великим. Тому Йотапіан, можливо, належав до коммагенської царської династії (яка втратила владу при Веспасіані). У всякому разі, очевидно, Йотапіан походив із місцевої, близькосхідної аристократії, але яке положення він займав, коли став імператором — невідомо.

## Повстання та смерть
Повстання Йотапіана було направлено проти податків, піднятих Гаєм Юлієм Пріском — братом Філіпа Араба, який займав посаду rector Orientis і керував кількома провінціями на Сході. Йотапіан, очевидно, був не військовим узурпатором, як, наприклад, Пакаціан і Децій. Він керував повстанням провінціалів проти податкової політики Риму. Він узурпував владу, швидше за все, в кінці правління Філіпа (реакція останнього на це не відома). Він мав під своїм контролем весь район Сирії і зробив його столицею Антіохію. Узурпатор міг бути попередником Уранія Антоніна і Одената Пальмирського, які не планували захопити владу над усією Римською імперією, але отримали домінуюче становище на Сході і використовували титул «Август», щоб підкреслити це. Йотапіан був убитий своїми солдатами в 249 році, на початку правління Деція, якому принесли голову узурпатора.

## Монети
Збереглося кілька монет часів Йотапіан, на них зображений сам Йотапіан і його ім'я: MFRu.Iotapianus, а на зворотному боці є напис: «Victoria Aug (usti)» (рус. Перемога Августа) і показується Перемога з вінком і пальмою — очевидно, в честь незначної перемоги над Філіпом (хоча, можливо, це була лише пропаганда Йотапіана).
Монети є єдиним джерелом його імен, MF RV., Який може бути розширений як Маркус Фульвий Руфус. Крім того, їх стиль передбачає, що повстання було коротким і поширилося на невеликій території, так як Jotapianus не контролював ніяких великих монетних дворів.